# Стеблянки (Лебединский район)
Стеблянки (укр. Стеблянки) — село,
Гарбузовский сельский совет,
Лебединский район,
Сумская область,
Украина.
Код КОАТУУ — 5922982706. Население по переписи 2001 года составляло 80 человек .

## Географическое положение
Село Стеблянки находится недалеко от истоков реки Ревки.
На расстоянии в 1 км расположены сёла Панченки и Харченки.
Рядом проходит железная дорога, станция Стеблянки.

## Достопримечательности
- Братская могила советских воинов.